# Belle (Người đẹp và quái vật)
Belle là một nhân vật hư cấu xuất hiện trong bộ phim hoạt hình chiếu rạp thứ 30 của Walt Disney Pictures, Người đẹp và quái thú (1991). Nàng sau đó cũng xuất hiện trong các midquel của phim là Beauty and the Beast: The Enchanted Christmas (1997), Belle's Magical World (1998) và Belle's Tales of Friendship (1999). Belle ban đầu do Paige O'Hara lồng tiếng từ năm 1991 tới 2011, người đã tới thử giọng cho vai diễn này sau khi cô đọc được tin tuyển diễn viên đăng trên báo The New York Times. Năm 2011, Disney thay O'Hara bằng Julie Nathanson.
Sáng tạo bởi nhà viết kịch Linda Woolverton, Belle do họa sĩ James Baxter và Mark Henn thiết kế hoạt hình. Nàng sống cùng cha mình, một nhà sáng chế tên là Maurice, tại một thị trấn nhỏ ở Pháp. Trong khi được coi là người con gái đẹp nhất làng, thì đồng thời Belle cũng thường bị chế giễu bởi nàng thích đọc sách và có lối sống không theo khuôn mẫu. Được một chàng thợ săn đẹp trai nhưng kiêu ngạo tên là Gaston theo đuổi, nhưng Belle lại tỏ ra không hề thích thú gì với anh ta; mà nàng luôn mong ước được rời bỏ cuộc sống nơi tỉnh lẻ của mình để đi phiêu lưu. Khi cha nàng bị Quái thú bắt giữ, Belle đã dũng cảm hy sinh tự do của bản thân để cứu cha, và dần dần đã học cách chấp nhận và cuối cùng là yêu Quái thú, tình yêu ấy cuối cùng đã giải thoát Quái thú khỏi lời nguyền kéo dài nhiều năm.
Dựa trên nhân vật nữ chính trong câu chuyện cổ tích "Người đẹp và quái thú" của Jeanne-Marie Leprince de Beaumont, Woolverton đã phát triển Belle thành một nhân vật mạnh mẽ hơn trong phiên bản chuyển thể thành phim của Disney. Thêm vào đó, Woolverton lấy cảm hứng từ diễn xuất của Katharine Hepburn trong vai nhân vật Jo March của bộ phim Little Women (1933). Thành công của Người đẹp và quái thú đã dẫn tới quyết định sản xuất một vở nhạc kịch Broadway dựa trên bộ phim, và Susan Egan là người đầu tiên đảm nhiệm vai diễn Belle trong vở nhạc kịch. Belle là thành viên thứ năm của thương hiệu Những nàng công chúa Disney.
Belle nhận được rất nhiều phản hồi tích cực từ các nhà phê bình, trong đó nhiều người khen ngợi trí thông minh, hiện đại và lòng dũng cảm của nàng, và so sánh nàng với một Công chúa Disney trước đó là Ariel trong phim Nàng tiên cá (1989). Những đánh giá từ các nhà hoạt động vì quyền phụ nữ cũng tương đối tích cực, họ ca ngợi sự hiểu biết, tự lập, ít phụ thuộc vào lễ giáo, cùng với đó là những mục tiêu của nàng trong cuộc sống không có liên quan gì đến hôn nhân, một điểm khác với các công chúa Disney trước đây. Belle là nữ nhân vật hoạt hình duy nhất nhận được một đề cử từ Viện phim Mỹ (American Film Institute) cho danh sách Danh sách 100 anh hùng và kẻ phản diện (100 Years...100 Heroes and Villains) của tổ chức này.

## Quá trình phát triển

### Các bản phác thảo đầu tiên
Sau thành công của bộ phim hoạt hình chiếu rạp đầu tiên của Walt Disney Production Nàng Bạch Tuyết và bảy chú lùn (1937), Walt Disney đã vài lần tìm cách chuyển thể truyện cổ tích "Người đẹp và quái thú" của Jeanne-Marie Leprince de Beaumont sang một bộ phim hoạt hình chiếu rạp hoàn chỉnh. Tuy nhiên tất cả các nỗ lực thực hiện bộ phim sau đó đều bị huỷ bỏ, sau khi các nhà làm phim thấy đó thật sự là một thử thách lớn khi phim đi đến giai đoạn phát triển cốt truyện và nhân vật. Phải đến sau khi hãng phim phát hành hai bộ phim thành công lớn đầu tiên sau nhiều năm, đó là Who Framed Roger Rabbit trong năm 1988 và nối tiếp là Nàng tiên cá vào năm 1989, thì quá trình sản xuất mới bắt đầu đi theo hướng chuyển thể câu chuyện sang một bộ phim nhạc kịch. Nhà viết kịch bản Linda Woolverton được mời đến viết kịch bản cho bộ phim (và đây cũng là kịch bản đầu tay của bà) – lần đầu tiên một bộ phim hoạt hình Disney thuê một nhà viết kịch bản phim riêng, còn trước đó, cốt truyện được viết dưới dạng storyboard. Woolverton, người coi Người đẹp và quái thú là một "bước đột phá lớn" của mình, cũng đã đi vào lịch sử khi trở thành người phụ nữ đầu tiên tự tay viết toàn bộ một kịch bản phim Disney.
Mặc dù một cuộn cốt truyện ban đầu đã được hoàn thành từ năm 1987 dưới sự chỉ dẫn của Richard Purdum, bộ phim đã bị yêu cầu huỷ bỏ và bắt đầu lại từ một đống lộn xộn bởi CEO của Disney Jeffrey Katzenberg vì ông thích tạo nên "một bộ phim nhạc kịch theo phong cách Broadway với nữ nhân vật chính mạnh mẽ ", đề xuất một "sự thay đổi lớn về vai trò của nữ giới" so với câu chuyện cổ tích gốc bằng cách tạo ra một nữ nhân vật chính "khác biệt so với các nhân vật nữ chuẩn mực của Disney ". Khi được mời, Woolverton phải đối mặt với nhiệm vụ tạo ra một nhân vật nữ chính thông minh, quyết đoán và tự lập, người cuối cùng sẽ được đón nhận nồng nhiệt hơn các nữ nhân vật chính của Disney trước đó, như Ariel trong Nàng tiên cá, sự thể hiện mà một số nhà phê bình cảm thấy hơi có một chút "phân biệt về giới". Quyết tâm tạo nên một nhân vật nữ chính "muốn làm một điều gì đó hơn là chỉ chờ đợi hoàng tử của mình đến ", Woolverton, không muốn bị ảnh hưởng bởi phiên bản chuyển thể thành phim năm 1946 của Jean Cocteau, từ chối xem nó mà thay vào đó lấy cảm hứng từ nhân vật Jo March trong sách Little Women, được thể hiện trong phiên bản chuyển thể thành phim năm 1933 bởi nữ diễn viên người Mỹ Katharine Hepburn. Lấy cảm hứng từ niềm yêu thích đọc sách của chính bản thân mình và nhân vật Jo, Woolverton quyết định sắp đặt những tính cách tương tự cho Belle nhằm thể hiện "rằng cô ấy sẵn lòng tiếp nhận những điều mới mẻ" và "tiếp thu những khái niệm và ý tưởng mới." Nhằm tránh biến Belle thành hiện thân của vẻ đẹp hoàn thiện, Woolverton nghĩ thêm "một khoảng tóc nhỏ xoã xuống khuôn mặt", một trong số ít thứ mà bà cho phép mình viết về dáng vẻ bề ngoài của Belle.
Trong câu chuyện cổ tích ban đầu, Belle bị ép phải thế chỗ cho cha mình làm tù nhân của Quái thú. Woolverton cảm thấy cần thiết phải để cho Belle giống một nhân vật mạnh mẽ hơn, dũng cảm hơn và ưa phiêu lưu khám phá hơn so với cách mà nàng được miêu tả trong truyện; và đã quyết định thay đổi cốt truyện, viết lại kịch bản để cho Belle không chỉ mạo hiểm đi khỏi làng tìm người cha bị mất tích, mà còn khi khám phá ra nơi ông ở, nàng đã đối chất với Quái thú và tự nguyện hy sinh, thuyết phục Quái thú bắt mình làm tù nhân để đổi lấy việc trả tự do cho cha, và hứa sẽ ở với Quái thú suốt đời.

### Lồng tiếng
Ban đầu, các đạo diễn cân nhắc lựa chọn nữ diễn viên Jodi Benson, người lồng tiếng cho Ariel trong phim Nàng tiên cá, để lồng tiếng cho Belle, nhưng cảm thấy giọng cô "giống giọng Mỹ quá." Miêu tả Belle là "một người phụ nữ đi trước thời đại của mình", các nhà làm phim cuối cùng đã quyết định rằng họ muốn Belle có một chất giọng giống phụ nữ trưởng thành (mặc dù nàng còn trẻ) và phải nghe "lớn trước tuổi." Nữ diễn viên Paige O'Hara đã biết về bộ phim hoạt hình sắp tới của Disney Người đẹp và quái thú qua một bài viết trên báo The New York Times. Khi nghe tin hãng phim đang tổ chức thử giọng cho nhân vật nữ chính của bộ phim và đặc biệt muốn tìm các diễn viên ở Broadway, O'Hara, một nữ diễn viên Broadway đang làm việc tại New York lúc bấy giờ, đã liên hệ với người quản lý của mình nhờ sắp xếp cho cô một buổi thử giọng.
O'Hara thử giọng cho vai diễn này tổng cộng năm lần, đối mặt với khoảng 500 ứng viên khác. Ở buổi thử giọng đầu tiên, O'Hara được đơn giản yêu cầu hát một bài hát cô tự chọn và cô đã biểu diễn tác phẩm "Heaven Help My Heart" trong vở nhạc kịch Broadway Chess. Cho rằng các nhà làm phim "có lẽ muốn... thấy giọng [cô] nghe giống với Nàng Bạch Tuyết" trong phim Nàng Bạch Tuyết và bảy chú lùn, O'Hara nói với giọng cao hơn bình thường. Tuy nhiên, cô đã chữa lại khi các nhà làm phim yêu cầu cô nói bằng chất giọng tự nhiên của mình, và giải thích với cô rằng, "Chúng tôi yêu thích chất giọng của bạn. Chúng tôi muốn bạn thể hiện nó như chính mình." Không lâu sau buổi thử giọng thứ năm và cũng là buổi cuối cùng, O'Hara nhận được một cuộc điện thoại từ Disney vào đúng ngày sinh nhật của mình, thông báo rằng cô đã được chọn cho vai diễn đó. Cô luôn tin rằng việc nhà viết lời bài hát Howard Ashman yêu thích phần biểu diễn của cô trong băng thu âm các nhạc phẩm của diễn viên của vở nhạc kịch Broadway Showboat có đóng góp quan trọng trong việc cô nhận được vai diễn này.
Woolverton thích thú với việc chất giọng của nữ diễn viên 30 tuổi  O'Hara nghe "trưởng thành hơn " so với một nàng công chúa Disney truyền thống. Đồng đạo diễn Kirk Wise tỏ ra hết sức hài lòng với chất giọng của O'Hara, liên tưởng tới chất giọng của nữ diễn viên Judy Garland. Cùng với việc liên tục nhắc O'Hara không được thay đổi âm vực của giọng mình bởi họ muốn Belle nghe "thật sự chân thực ", O'Hara trải qua nhiều khó khăn trong việc điều khiển mức âm lượng giọng nói của cô bởi cô chủ yếu là một nữ diễn viên sân khấu, một công việc đòi hỏi các diễn viên phải thể hiện rõ giọng nói của mình. Cô nói với tờ The Guardian rằng để giải quyết khó khăn này, "Tôi phải [nói giọng] mềm dịu đi và dùng micro." O'Hara cũng thường sáng tạo thêm lời thoại không có trong kịch bản gốc. Tuy nhiên, không có phần nào trong số đó được đưa vào bản phim cuối cùng bởi nó nghe "quá hiện đại". Theo yêu cầu đặc biệt của O'Hara và nam diễn viên cùng giữ vai chính Robby Benson, người lồng tiếng cho Quái thú, các nhà làm phim đã đồng ý một quyết định tốn tiền và tốn thời gian đó là cho phép họ thu âm lời thoại cùng nhau. O'Hara sau đó công nhận rằng việc được có cơ hội làm việc sát sao với Benson đã cải thiện nhiều phần trình diễn của cô.
Từ sau khi phim Người đẹp và quái vật được phát hành vào tháng 11 năm 1991, O'Hara đã có một số lần trở lại Công ty Walt Disney để lồng tiếng cho Belle trong nhiều sản phẩm truyền thông và hàng hoá, bao gồm cả các phần sau của phim được phát hành trực tiếp dưới dạng băng video, Beauty and the Beast: The Enchanted Christmas (1997), Belle's Magical World (1998) and Belle's Tales of Friendship (1999), cùng với nhiều sản phẩm trò chơi điện tử như series Kingdom Hearts và một số bản thu âm và video liên quan tới thương hiệu Những nàng công chúa Disney. Cùng với đó, O'Hara được Disney mời tới biểu diễn bài hát "Belle" tại Lễ trao giải Oscar lần thứ 64 vào năm 1992. O'Hara được coi là "nhân viên chính trong 20 năm" của hãng phim. Vào năm 2011, O'Hara chính thức được thay thế bởi nữ diễn viên Julie Nathanson, người lồng tiếng cho nhân vật Belle lần đầu tiên trong trò chơi điện tử Kinect Disneyland Adventures (2011). O'Hara nói với tờ Las Vegas Review-Journal rằng tin cô bị thay thế đã thực sự khiến cô thất vọng bởi cô đang mong muốn được thu âm lại hầu hết các đoạn đối thoại của Belle nhằm chứng tỏ với công ty rằng mình vẫn có khả năng lồng tiếng cho nhân vật này. Tuy nhiên, O'Hara cuối cùng cũng thừa nhận rằng cô thấy công việc này khá khó khăn, bởi chất giọng của cô đã thay đổi trong suốt quãng thời gian 20 năm.

### Thiết kế và tính cách
Các họa sĩ giám sát cho nhân vật Belle gồm James Baxter và Mark Henn. Thiết kế nàng với mái tóc nâu và đôi mắt nâu đỏ, họ cố gắng làm vẻ bề ngoài của Belle trông giống người châu Âu hơn Ariel trong phim Nàng tiên cá bằng cách thiết kế nàng với đôi môi đầy đặn hơn, mắt nhỏ hơn và lông mày đậm hơn. Baxter giải thích rằng Belle lớn hơn Ariel vài tuổi và, thêm vào đó, "biết nhiều về thế giới hơn bởi nàng luôn luôn đọc sách." Theo cuốn Directory of World Cinema: American Hollywood (Danh bạ điện ảnh thế giới: Hollywood của Mỹ của tác giả Lincoln Geraghty, bề ngoài của Belle trong Người đẹp và quái thú được lấy mẫu từ vai diễn bị chỉ trích Dorothy Gale của nữ diễn viên Judy Garland trong phim The Wizard of Oz (1939) và màn trình diễn của Julie Andrews trong vai Maria von Trapp với bộ phim The Sound of Music (1965). O'Hara tiết lộ rằng, trong các bản thiết kế khái niệm sơ khai đầu tiên, Belle trông "quá hoàn hảo", ví dáng vẻ bề ngoài của nàng với của các nữ diễn viên Elizabeth Taylor và Angelina Jolie. Nữ diễn viên và người mẫu Sherri Stoner đóng vai trò người mẫu biểu diễn cho Belle, cung cấp các hình ảnh người đóng tham khảo cho các họa sĩ hoạt hình khi họ vẽ nhân vật này. Xu hướng Belle thường liên tục vuốt tóc ra khỏi mặt là một cử chỉ lấy cảm hứng từ cả Stoner và O'Hara. "Tôi thường xuyên làm thế và một số cử chỉ cá nhân khác mà họ nhanh tay nắm bắt được ", cô nói với tờ The Guardian.
Nhà sản xuất Don Hahn trả lời tờ The Boston Globe rằng Belle, trong câu chuyện cổ tích ban đầu của Beaumont, là một nhân vật "cực kỳ bị động ", có nhiều nét tương đồng với các nữ nhân vật chính trong các truyện cổ tích như Người đẹp ngủ trong rừng và Cô bé Lọ Lem, cũng như với nữ diễn viên và nhà hoạt động vì quyền động vật Hoa Kỳ Doris Day. Các tác giả mong muốn làm Belle trông giống một nhân vật hoạt hình "có tính ba chiều" hơn bằng cách mang tới cho nàng "khát khao và hy vọng bên cạnh tình yêu và hôn nhân đơn thuần" và mở rộng, phát triển cốt truyện, thêm cho nàng "tính ham đọc sách và hay tò mò ". O'Hara giải thích rằng các tác giả "quyết định…giữ lại vẻ đẹp cho [Belle] nhưng tinh nhanh hơn, khác biệt và dễ nhận ra hơn." Cả O'Hara và Woolverton đều ủng hộ sự thông minh và niềm yêu thích sách vở trong tính cách của Belle. Woolverton, người được coi là đã "nhào nặn" nên nhân vật, miêu tả Belle là "một người phụ nữ rất mạnh mẽ, thông minh, can đảm " đã "đánh đổi sự tự do, thứ nàng đã vô cùng mong muốn ngay từ đầu phim, để cứu cha mình." Woolverton tiếp tục, "Là một người say mê đọc sách, nên Belle đã có một quan điểm sống rõ ràng cho cuộc đời mình và không cần thiết phải có một người con trai nào đưa nàng tới đó ". O'Hara cảm thấy cô và Belle có những nét tương đồng trong tính cách. Cô nói với tờ Boxoffice, "Tôi cũng thường hay có một chút lập dị giống Belle...Tôi thích thú vì cô ấy không đi tìm một người đàn ông cho cuộc sống mơ ước của mình—mà cô đi tìm kiến thức, tìm những cuộc phiêu lưu và tìm một cuộc sống tốt hơn cho cha và cho chính mình ".

## Xuất hiện

### Trong phim

#### Người đẹp và quái thú
Người đẹp và quái thú (Beauty and the Beast) được phát hành tại các rạp vào năm 1991, đánh dấu sự xuất hiện lần đầu tiên của nhân vật Belle. Trong phim, nàng là một cô gái yêu thích sách vở và tỏ ra chán chường với cuộc sống nơi tỉnh lẻ của mình. Bị một kẻ đi săn đẹp trai nhưng kiêu ngạo tên là Gaston theo đuổi một cách thô bạo, mà bản thân cũng chẳng ưa thích anh ta, Belle mơ ước được rời khỏi ngôi làng truyền thống của nàng để đi phiêu lưu. Khi người cha, một nhà sáng chế, của nàng, Maurice không thấy quay trở về sau khi đi một cuộc hội chợ của tỉnh, Belle đã đi tìm ông. Được con ngựa của mình, Phillipe, dẫn tới một lâu đài tối ẩn chứa đầy bất trắc, nàng nhận ra rằng Maurice đã bị giam dưới hầm bởi một con quái thú gớm ghiếc. Tuyệt vọng, Belle cầu xin người đang giam cầm bố mình, Quái thú, thả ông ra, và đồng ý lấy tự do của chính mình thế chỗ cho cha. Quái thú thả Maurice về nhà, với điều kiện Belle phải ở với nó mãi mãi.
Các gia nhân của lâu đài, gồm toàn những đồ vật biết nói bị phù phép đã động viên Quái thú phải đối xử với Belle giống như với một vị khách hơn là một tù nhân, cho phép nàng được đi dạo thoải mái trong lâu đài. Vì tò mò, Belle đã bỏ ngoài tai những lời cảnh báo của Quái thú vào xem căn phòng cấm ở phía cánh Tây lâu đài. Tức giận, Quái thú đuổi nàng đi ngay và Belle sợ hãi chạy trốn khỏi lâu đài. Khi chạy về nhà qua cánh rừng ngập tuyết, Belle bị một đàn sói đói ăn tấn công. Quái thú tới vừa kịp lúc để đánh đuổi bọn sói đi nhưng sau đó khuỵu xuống vì bị thương. Thấy không thể bỏ mặc nó được, Belle mang Quái thú trở lại lâu đài và ở đó nàng đã chăm sóc vết thương cho nó và cảm ơn nó đã cứu nàng. Sự rộng lượng và khoan dung của Belle đã làm Quái thú cảm động, và nó bắt đầu cư xử lịch thiệp hơn với nàng. Dần dần, Belle và Quái thú trở thành bạn của nhau.
Quái thú ngày càng yêu Belle thắm thiết, nhưng lo sợ rằng mình sẽ không nhận lại được tình cảm của nàng. Với sự cho phép của Quái thú, Belle trở về làng chăm sóc cho người cha đang đau ốm. Về nhà, Gaston đe doạ sẽ đưa Maurice vào trại tâm thần nếu Belle vẫn tiếp tục từ chối lấy anh ta. Sau khi Belle chứng tỏ sự tồn tại của Quái thú, Gaston, nhận ra rằng Belle đã đem lòng yêu Quái thú, bèn dẫn đầu một đám đông dần làng đang giận dữ và tiến đến lâu đài, định sẽ giết Quái thú vì ghen tuông. Trong khi phần lớn dân làng đã bị những đồ vật chịu lời nguyền trong nhà đánh lui, thì Gaston lại tìm được Quái thú và tấn công nó. Một trận đánh đã diễn ra trên mái nhà, nhưng Quái thú, đau khổ vì Belle đã bỏ đi, nên không còn tâm trí mà chống trả nữa. Tới lúc Belle quay lại, sức mạnh của Quái thú như sống lại và nó đứng dậy đánh trả. Tuy nhiên, cũng vì Belle đã cảm hoá nên Quái thú không giết Gaston mà chỉ yêu cầu hắn rời khỏi lâu đài. Nhưng Belle và Quái thú cũng chỉ có những giây phút đoàn tụ ngắn ngủi, bởi Gaston đã lén đâm Quái thú từ sau lưng, nhưng sau đó hắn đã mất thăng bằng, ngã xuống từ trên mái nhà và chết. Belle cố giúp Quái thú, nhưng chàng đã không chịu nổi vết thương và qua đời trong vòng tay của nàng. Ngay trước khi cánh hoa cuối cùng của bông hồng kỳ diệu rụng xuống, Belle đã thổ lộ tình yêu của mình với Quái thú, và lời nguyền được hoá giải. Quái thú được cứu sống và trở lại hình hài một chàng hoàng tử đẹp trai; những người hầu của chàng là những đồ vật bị bùa chú cũng trở lại thành người, và họ sống hạnh phúc bên nhau mãi mãi.

#### Người đẹp và quái thú: Lời nguyền đêm Giáng sinh
Phần tiếp theo của câu chuyện lấy bối cảnh từ phân đoạn những ngày đông tháng giá trong phim Người đẹp và quái thú ban đầu, kể về những cố gắng của Belle nhằm mang trở lại lâu đài một nghi lễ mà Quái thú ghét nhất: lễ Giáng sinh, bởi đó là ngày bà phù thủy đặt ra lời nguyền lên chàng.
Không may, một chiếc đàn organ tên là Forte trong lâu đài quyết tâm làm tất cả những gì có thể để lời nguyền không bị phá bỏ, bởi nó nghĩ rằng nếu lời nguyền được giải, Quái thú sẽ không còn tốt với nó nữa. Vậy nên, nó chính là một vật cản lớn với dự định của Belle. Sau một vài lần nàng cố gắng thuyết phục, cuối cùng Quái thú cũng đồng ý với ý tưởng tổ chức lễ Giáng sinh và cho phép Belle chuẩn bị cho buổi lễ, mặc dù trong lòng Quái thú vẫn không thích ngày này.
Nghe theo lời khuyên của Forte, Belle vào rừng tìm một cái cây thích hợp cho lễ Giáng sinh, nhưng nàng bị ngã xuống lớp băng mỏng và suýt chết đuối. May thay, Quái thú đã kịp cứu nàng, nhưng chàng rất tức giận với Belle bởi một lời nói dối của Forte: rằng nàng đang cố bỏ rơi chàng. Belle bị giam trong ngục tối, nhưng sau đó Quái thú tìm thấy một cuốn sách ở căn phòng phía Tây mà trước đó Belle đã viết tặng chàng, thế là Quái thú quyết định thả nàng. Họ lại tiếp tục cùng nhau chuẩn bị cho lễ Giáng sinh.
Tên Forte cố chấp tiếp tục tìm cách đánh sập toà lâu đài với Bản giao hưởng số 5 của Beethoven để ngăn không cho lời nguyền được hoá giải và giết chết tất cả mọi người. May thay, Quái thú kịp thời ngăn hắn lại bằng cách đập tan các phím đàn thành ngàn mảnh. Giáng sinh cuối cùng cũng tới, và câu chuyện được tiếp nối sang bữa tiệc thực sự diễn ra một năm sau đó. Belle được Hoàng tử tặng cho một món quà: đó là một bông hồng.

#### Người đẹp và quái thú: Thế giới kỳ diệu của Belle
Trong bộ phim này, Belle là nhân vật người duy nhất. Nàng gặp gỡ ba đồ vật mới bị phù phép là Webster, Crane và LePlume và bắt đầu tìm cách giải quyết các rắc rối xảy ra trong bốn phần nhỏ của phim.

#### Câu chuyện tình bạn của Belle
Theo lời kể của Belle, nàng sở hữu và làm việc tại cửa hàng sách và âm nhạc của mình ở Pháp. Một nhóm các bạn nhỏ đến cửa hàng, háo hức được nghe Belle kể chuyện, vì nàng được biết đến là một người kể chuyện rất hay. Belle đồng ý kể một câu chuyện, và trong lúc nghe kể lũ trẻ cũng chơi các trò chơi và học thêm được một số bài học về cuộc sống. Belle kể câu chuyện của hai bộ phim hoạt hình cổ điển của Disney, Ba Chú Lợn Con và Những Chàng Khờ, và lũ trẻ vừa nghe vừa giúp Belle dọn dẹp cửa hàng. Nàng cũng đọc truyện Con gà mái thông minh và Morris Con Nai Nhỏ, nhưng Shawn và Harmony sẽ không giúp làm món ớt cho nhóm. Trong suốt thời gian đó, Belle cũng cùng hát và giao lưu với lũ trẻ.
Paige O'Hara tiếp tục đảm nhận việc lồng tiếng cho nhân vật Belle, còn Lyndsey McLeod thực hiện vai diễn này trong các phân cảnh đời thực.

### Truyền hình

#### Hát cho tôi nghe một câu chuyện với Belle
Nhân vật Belle ngoài đời thực, do Lyndsey McLeod đóng, sống ở Pháp và sở hữu một cửa hàng sách và nhạc riêng của mình. Giúp đỡ cô ở đây có Lewis và Carol, hai con mọt sách kỳ diệu. Ngoài ra ở cửa hàng còn có chú mèo Harmony. Các trẻ em địa phương thường tới thăm hiệu sách và được nghe Belle kể (hoặc hát) những câu chuyện, thường trong đó lồng ghép một bài học đạo đức thích hợp với tình huống đang xảy ra trong cửa hàng hoặc với lũ trẻ.

### Vở nhạc kịch Broadway
Belle xuất hiện trong vở nhạc kịch Broadway chuyển thể từ bộ phim, Người đẹp và quái thú, bắt đầu công chiếu tại Nhà hát Palace vào ngày 18 tháng 4 năm 1994, và kết thúc tại Nhà hát Lunt-Fontanne ngày 29 tháng 7 năm 2007 và được thay thế bằng vở nhạc kịch tiếp theo của Disney Theatrical Productions, Nàng tiên cá. Vai diễn Belle đầu tiên do nữ diễn viên người Mỹ Susan Egan đảm nhận, người ban đầu chỉ miễn cưỡng thử vai cho Người đẹp và quái thú vì "[cô] nghĩ rằng thật là một ý tưởng tồi tệ khi Disney đưa một bộ phim hoạt hình lên sân khấu Broadway". Tuy nhiên, người quản lý của cô lại cho rằng đó là một ý tưởng rất hay, và đã thuyết phục được cô. Cùng thời gian đó, Egan nhận được một số lời gọi lại từ một số tác phẩm nhạc kịch Broadway khác nhau, bao gồm My Fair Lady, Carousel, và Grease, mà "cô thấy hứng thú hơn nhiều." Egan cuối cùng đã chọn Người đẹp và quái thú bởi "ước mơ [của cô] là được làm người đầu tiên đảm nhận một vai diễn nào đó." Trước buổi thử vai, Egan chưa xem bộ phim Người đẹp và quái thú và "chẳng có gì để tham khảo cho buổi thử vai ngoài năng khiếu sáng tạo sẵn có của bản thân." Egan nói, "thật ngạc nhiên, việc chưa từng xem phim đã giúp tôi rất nhiều." Egan sau đó tham gia lồng tiếng cho nhân vật Megara trong bộ phim hoạt hình chiếu rạp năm 1997 của Disney, Hercules.
Đã có tổng cộng mười bảy diễn viên đảm nhiệm nhân vật Belle ở Broadway, trong đó có các ca sĩ thu âm Debbie Gibson và Toni Braxton, diễn viên chính của series truyền hình The Sopranos Jamie-Lynn Sigler, và hai nữ diễn viên của Disney Channel, Christy Carlson Romano và Anneliese van der Pol. Diễn viên Sarah Litzsinger, vốn đảm nhận nhiệm vụ diễn viên thay thế cho nữ diễn viên Andrea McArdle tới khi cô rời vở diễn này vào tháng 12 năm 2000, hiện giữ kỷ lục là người đóng vai Belle lâu nhất ở Broadway. Van der Pol, người đóng vai chính trong bộ phim của Disney Channel That's So Raven, là diễn viên cuối cùng diễn vai Belle ở Broadway.
Năm 1998, ca sĩ R&B Toni Braxton lần đầu tiên xuất hiện trên sân khấu Broadway khi cô đảm nhiệm vai diễn Belle thay cho nữ diễn viên Kim Huber. Braxton quyết định theo đuổi sự nghiệp diễn xuất khi gặp phải một loạt những bất đồng với hãng thu âm của mình, từ chối lời mời tham gia vai chính trong phim Why Do Fools Fall In Love (1998) để chọn vai Belle ở Broadway, hy vọng rằng điều đó sẽ giúp "[cô] thấy vui hơn một chút." Braxton được công nhận là nữ diễn viên người Mỹ gốc Phi duy nhất đóng vai Belle trong lịch sử mười ba năm của vở nhạc kịch này. Bài hát của Belle "A Change in Me" đã không có mặt trong vở diễn cho tới khi Braxton đến. Ca khúc này do hai nhà soạn nhạc Alan Menken và Tim Rice viết riêng cho Braxton và cuối cùng đã được đón nhận tích cực đến mức đã được đưa vào danh sách ca khúc của vở kịch ngay sau đó. Theo tờ The Huffington Post, phần thể hiện của Braxton trong Người đẹp và quái thú đã nhận được "những lời khen ngợi nồng nhiệt". Trong thời gian diễn vai Belle ở Broadway, Braxton bị một fan nam "cuồng" lén theo dõi. Braxton nói với báo The Daily Beast, "Tôi không muốn gọi anh ta là một kẻ theo dõi, nhưng thật sự đó là một người hâm mộ quá, quá cuồng nhiệt." Kẻ theo dõi này được cho là đã "tấn công" Braxton với những e-mail và thư đe doạ. Vì lý do an toàn, Braxton buộc phải mặc đồ cải trang toàn bộ khi đến và rời khỏi Nhà hát Palace, theo cô là một nhân viên an ninh. Cô cũng phải rời khỏi nhà hát bằng cửa chính, giảm số buổi diễn hàng tuần từ tám xuống bảy, và từ chối ký tặng người hâm mộ đến xem biểu diễn. Kẻ được cho là đã theo dõi cô cuối cùng cũng đã bị bắt và buộc tội quấy rối người khác.

### Hàng hoá và các sản phẩm phụ

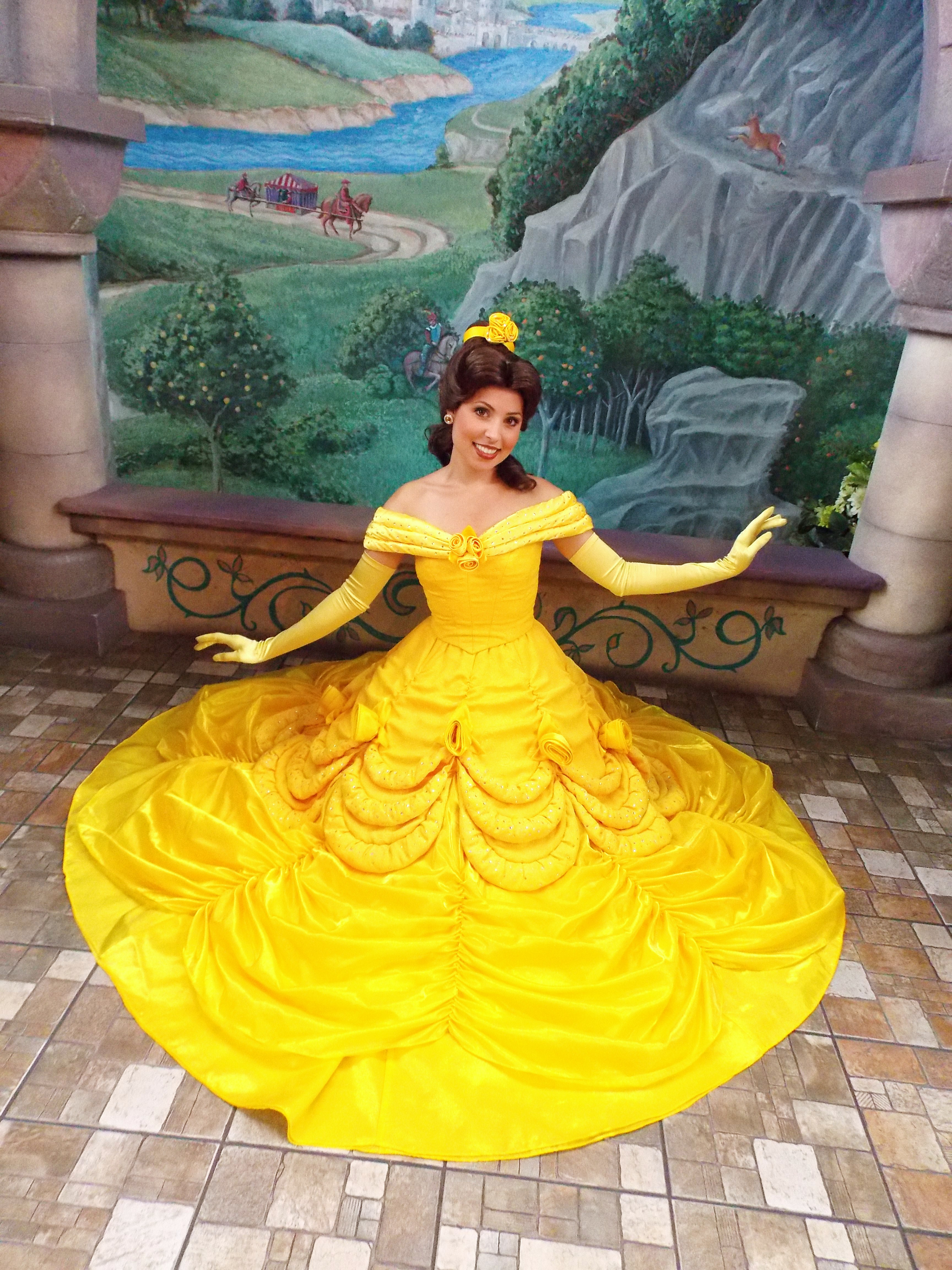
Một cô gái trong vai Belle ở Disneyland, 2012.

Belle là một thành viên của Những nàng công chúa Disney, một thương hiệu truyền thông hướng tới những khách hàng là các bé gái. Thương hiệu này giới thiệu nhiều loại hàng hoá phong phú, bao gồm tạp chí, đồ chơi, các bộ sưu tập nhạc và phim, trò chơi điện tử, cùng các mặt hàng quần áo.
Belle cũng xuất hiện ở công viên Walt Disney Parks and Resorts. Nàng có một địa điểm riêng dành cho các cuộc gặp gỡ và trò chuyện trực tiếp ở khu Magic Kingdom thuộc công viên giải trí Walt Disney World có tên gọi Storytime with Belle (Giờ kể chuyện cùng Belle), hoạt động từ năm 1999 đến 2010, nơi Belle và các vị khách tới thăm công viên cùng kể lại một câu chuyện phổ biến nào đó. Năm 2012, một địa điểm mới được mở cửa ở Magic Kingdom có tên Be Our Guest Restaurant, tại đây sẽ có một toà lâu đài giống như trong bộ phim, cùng với nhà của Belle, ngôi làng của nàng, và quán rượu của Gaston.
Belle góp mặt trong series phim hoạt hình TV có tên gọi Disney's House of Mouse (Nhà của Chuột của Disney) và bộ phim phát hành dưới dạng băng đĩa từ series trên, Snowed in at the House of Mouse. Trong series truyền hình, Belle được lồng tiếng bởi nữ diễn viên và ca sĩ người Mỹ Jodi Benson, còn O'Hara đảm nhiệm công việc này trong bộ phim thứ hai. Nàng còn là một trong bảy Nàng công chúa của Trái tim (Princesses of Heart) của series trò chơi điện tử Kingdom Hearts. Một phiên bản đời thực của Belle xuất hiện trong vai nhân vật chính trong series truyền hình của đài ABC Ngày xửa ngày xưa (Once Upon a Time), ở đó nàng là người tình của Rumplestiltskin (nhân vật Quái thú của show truyền hình này). Vai diễn nàng do nữ diễn viên người Australia Emilie de Ravin thực hiện. Series phim Sofia the First cũng có vai diễn khách mời của Belle trong một tập phim công chiếu năm 2013. Vào tháng 1 năm 2015, nữ diễn viên người Anh Emma Watson thông báo vào vai Belle trong trong chuyển thể điện ảnh do người thật đóng, dự kiến phát hành vào năm 2017.

### Bộ ảnh Disney Dream Portrait Series

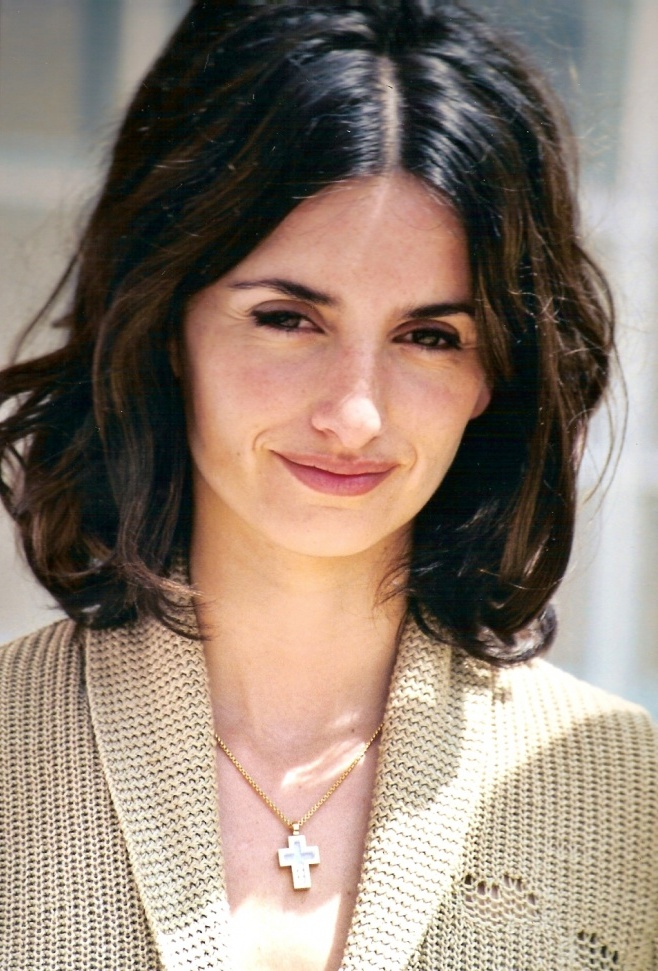
Nữ diễn viên Penélope Cruz đảm nhận vai trò người mẫu cho nhân vật Belle trong bộ ảnh Disney Dream Portrait Series của nhiếp ảnh gia Annie Leibovitz.

Công ty Walt Disney mời nữ diễn viên từng giành giải Oscar người Tây Ban Nha Penélope Cruz làm người mẫu cho nhân vật Belle trong phiên bản dành cho phim Người đẹp và quái thú của bộ ảnh Disney Dream Portrait Series do nhiếp ảnh gia Annie Leibovitz thực hiện. Công ty cũng mời nam diễn viên người Mỹ Jeff Bridges đóng vai Hoàng tử Adam. Báo Daily Mail miêu tả chi tiết bức ảnh như sau: Cruz "mặc chiếc váy dạ hội màu vàng lộng lẫy của Belle và được hoàng tử của mình nhấc bổng lên cao," bên dòng chữ "Nơi một khoảnh khắc của vẻ đẹp sẽ tồn tại mãi mãi." (tiếng Anh: Where a moment of beauty lasts forever)

## Phản hồi và các giải thưởng

### Phản hồi từ giới chuyên môn
Belle đã giành được những lời khen ngợi và phản hồi rất tích cực từ gần như tất cả các nhà phê bình phim và giải trí trên thế giới. Hal Hinson của báo The Washington Post miêu tả nàng là một nhân vật "hấp dẫn và thuyết phục", một người "trưởng thành hơn, nữ tính hơn và quyến rũ hơn" các nhân vật nữ chính trước đây của Disney, cũng như là "một cô gái thực tế hơn Ariel, nàng yêu sách vở, tháo vát và có cách nghĩ của riêng mình." Jennie Punter của tờ The Globe and Mail cũng dành những lời khen cho nhân vật này, miêu tả Belle là "một nhân vật nữ chính thông minh và dũng cảm – 'một cô gái biết trông nom mọi việc'", và "là sức hấp dẫn chính của phim Người đẹp và quái thú". Emma Cochrane của tạp chí Empire viết rằng Belle là "một nhân vật nữ chính không kém gì nam giới, vẻ đẹp của nàng tròn trịa hơn bất cứ nhân vật nào khác của Disney trước đây." Vicki Arkoff của kênh truyền hình TLC nhấn mạnh vào tính cách của Belle, miêu tả nàng là một nữ nhân vật chính "thông minh" và "sắc sảo", cùng với Ariel trước đó, đã "phá vỡ khuôn mẫu những nàng công chúa thụ động trước đây của Disney."
Marc Bernardin của tờ Entertainment Weekly nhận xét tích cực về Belle, nhấn mạnh tính tự chủ của nàng và gọi nàng là "người hùng" của phim "Người đẹp và quái thú". "Cuộc hành trình của Belle không đòi hỏi nàng phải làm một con tốt trên bàn cờ, hay một đồ vật hoặc một nạn nhân nào đó ", Bernardin viết. Bernardin cũng cho rằng Belle là nhân vật đã góp phần đưa Người đẹp và quái thú trở thành tác phẩm "xuất sắc nhất" trong số "các phim hoạt hình công chúa của Disney". David Nusair của trang About.com viết rằng lòng dũng cảm của Belle là "không thể không thán phục". James Berardinelli của ReelViews khen ngợi Belle, miêu tả nàng là một nhân vật nữ chính "kiên quyết, tự chủ và thông minh". Christian Blauvelt của báo Entertainment Weekly viết, "Không giống như các nhân vật nữ chính trước đây của Disney phải chờ hoàng tử của mình đến cứu, chính Belle không những cứu mạng Quái thú, mà nàng còn cứu cả tâm hồn chàng." Các nhà phê bình của AllMovie Don Kaye và Perry Seibert đều dành những lời tán dương cho nhân vật này. Trong khi Kaye viết rằng cả Belle và Quái thú đều là "những con người phức tạp, họ đã bỏ qua các khuôn mẫu vốn có và thay đổi chính mình trong suốt chiều dài câu chuyện" và "chân thực hơn hầu hết các bộ phim người đóng", thì bài nhận xét của Seibert viết, "Bản thân Belle đã tránh được lối cũ bao quanh các nhân vật nữ chính của Disney. Tình yêu của nàng dành cho Quái thú thật bất ngờ và không thể đoán trước, phần lớn là do nàng luôn ao ước được tự chủ và phiêu lưu, chứ không tìm đến lãng mạn." Seibert tiếp tục, "nàng là một nhân vật nữ chính mạnh mẽ, nàng có được tình yêu nhờ sự dịu dàng, thực lòng và biết nghĩ tới người khác; và nàng cũng đã không bỏ qua những điều đó chỉ vì sự quyến rũ của nhân vật nam chính." Common Sense Media ca ngợi Belle là "một trong những nhân vật nữ chính thông minh và tự lập nhất của Disney."
Nữ diễn viên lồng tiếng Paige O'Hara cũng được đặc biệt ca ngợi với phần thể hiện của mình trong vai Belle. Theo tạp chí Variety, Belle được "Paige O’Hara lồng tiếng một cách thật lộng lẫy". Nhà phê bình phim Joe Leydon của Variety cũng nói rằng Belle được "Paige O’Hara lồng tiếng một cách thật ngọt ngào". Stephen Whitty của báo The Star-Ledger cũng có quan điểm tương tự, "Paige O’Hara mang tới cho nhân vật chính một chất giọng soprano tuyệt đẹp".

#### Giải thưởng và tầm ảnh hưởng
Belle đã được công nhận rộng rãi qua vai diễn có tính biểu tượng và mẫu mực của nàng trong phim Người đẹp và quái thú. Một số nhà phê bình điện ảnh đã gọi nàng là một hình mẫu nhân vật tiêu biểu, mang đến sự thay đổi quan trọng trong cách tái hiện các nhân vật phụ nữ của Disney vốn gây nhiều tranh cãi, đồng thời làm giảm những lời chỉ trích và suy diễn xung quanh thương hiệu truyền thông Những nàng công chúa Disney. Tác giả David Nusair của trang About.com viết rằng Belle "đã cập nhật một cách hiệu quả những công thức vốn có cho một nàng công chúa sang một thế hệ hoàn toàn mới", trong khi Ashley Terrill của tạp chí Elle đã gọi nhân vật này là "nhân vật nữ chính năng động đầu tiên" của Disney. Tạp chí Boxoffice khen ngợi Belle là "Nhân vật nữ chính Thông minh nhất của Disney". Justin Humphreys của báo The Hook bày tỏ quan điểm, "Belle giữ được danh hiệu nàng công chúa thành công nhất bởi sau này người ta vẫn có thể nhớ và liên hệ tới nàng." Nhà báo Charles Solomon của tờ Los Angeles Times gọi Belle là một trong bốn nàng công chúa Disney "gan dạ" có trách nhiệm "phá vỡ những ràng buộc của truyền thống" (cùng với Ariel, Pocahontas và Jasmine). Elina Bolokhova của tạp chí Parenting bình luận rằng "sự dũng cảm và tính tự lập [của Belle] đã giúp nàng định nghĩa lại một nàng công chúa Disney phải như thế nào". Một nhà báo của The Atlantic, Lindsay Lowe đồng tình với bài viết của Bolokhova, miêu tả Belle là một nhân vật nữ chính "ương ngạnh" và "quyết đoán" đã mang tới sự thay đổi trong "một trang sử dài lệ thuộc vào những nhân vật nữ chính dễ bảo và ngoan ngoãn".
| “ | Trong dòng chảy của các nhân vật nữ chính của Disney, Belle là một người không đi theo lối cũ. Tính cách cương quyết và tự lập của nàng như tiếp thêm sức sống cho một thế giới nơi hầu hết những cô gái đều cần được giúp đỡ. Điều này đặc biệt đúng vào thời điểm hai mươi năm trước khi phim Người đẹp và quái thú được phát hành, và đến ngày nay nó vẫn có một phần nào đúng... Mối quan hệ mà Belle từ từ xây dựng với Quái thú thật tự nhiên và không gượng ép, và điều đó đã mang tới cho bộ phim một tiếng vang về tình cảm, thật xứng đáng nhận được một đề cử giải Oscar cho Phim hay nhất, bộ phim hoạt hình đầu tiên có được vinh dự đó trong lịch sử Viện hàn lâm. | ” |
| —Nhà phê bình Todd Gilchrist của tờ Boxoffice giải thích cách Belle đã thay đổi hướng đi cho những nhân vật nữ chính của Disney ở thế kỷ 20 và 21. | |   |

Năm 2003, Belle được đề cử vào danh sách 100 anh hùng và kẻ phản diện (AFI's 100 Years...100 Heroes and Villains) của Viện phim Mỹ, và hiện vẫn là nữ ứng cử viên duy nhất đến từ một bộ phim hoạt hình của danh sách này. Năm 2013, nhà báo Stephanie Goldberg của báo CNN nhắc tới Belle trong bài báo của cô "Merida trong Nàng công chúa tóc xù và các nữ nhân vật chính trong hoạt hình khác", một bài viết nhằm chọn ra nhân vật nữ chính tự chủ và anh hùng nhất trong hoạt hình Disney theo quan điểm của Goldberg. Tác giả miêu tả Belle là một nhân vật nữ chính "hiểu biết và dũng cảm", người đã "chăm lo cho cha mình, khuất phục được một gã trai kiêu ngạo và dạy một hoàng tử bị bùa chú biết phép tắc khi ngồi vào bàn ăn". Sau đó cũng trong năm 2013, Jessica Best của tờ Daily Mirror xếp nhân vật này ở vị trí thứ hai trong bài báo "Disney at 90: The 20 most iconic Disney characters" (Disney trong thập niên 90: 20 nhân vật tiêu biểu nhất của Disney), miêu tả Belle là một "bức chân dung của lòng dũng cảm, nàng đã dạy chúng ta biết nhìn thấu qua vẻ bề ngoài và luôn chiến đấu vì những gì chúng ta tin tưởng." Theo một danh sách công bố bởi Viện Công nghệ Georgia (Georgia Institute of Technology), Belle đứng thứ tư trong số những nhân vật xuất sắc nhất của Disney. Hơn nữa, nàng là nhân vật nữ được đánh giá cao nhất trong bài viết này. Belle cũng nhận được nhiều sự công nhận và giải thưởng quan trọng cho ngoại hình của mình. Vào năm 2008, tập đoàn UGO Entertainment, Inc xếp nhân vật này ở vị trí thứ 64 trong bài viết "Những nhân vật hoạt hình nóng bỏng nhất". Năm 2011, Dimas Sanfiorenzo của tạp chí Complex xếp Belle ở vị trí thứ mười bốn trong danh sách "25 nữ nhân vật hoạt hình nóng bỏng nhất mọi thời đại" của mình. Năm 2012, nhà báo Annie Barrett của tờ Entertainment Weekly đánh giá mái tóc của Belle ở vị trí thứ năm trong bài viết "Những nàng công chúa Disney: Đánh giá mái tóc của họ, những việc nên -- và không nên làm!" trên tạp chí này, ca ngợi thiết kế đơn giản mà cũng rất phức tạp.
Năm 1998, nữ diễn viên lồng tiếng Paige O'Hara được đề cử Giải Annie cho cá nhân lồng tiếng xuất sắc của một nữ diễn viên trong tác phẩm hoạt hình chiếu rạp (Annie Award for Outstanding Individual Achievement for Voice Acting by a Female Performer in an Animated Feature Production) qua màn thể hiện lại nhân vật này trong phần tiếp theo của phim Belle's Magical World. Để kỷ niệm phần thể hiện của cô trong phim Người đẹp và quái thú cũng như những đóng góp chung của cô cho Công ty Walt Disney, O'Hara được trao giải thưởng Huyền thoại của Disney tại triển lãm D23 Expo vào ngày 19 tháng 8 năm 2011. Trong bài phát biểu nhận giải của mình, O'Hara bày tỏ sự biết ơn tới nhà sản xuất Don Hahn, hai nhà soạn nhạc Alan Menken và Howard Ashman, nhà viết kịch bản Linda Woolverton, hai đạo diễn Kirk Wise và Gary Trousdale, cùng với các họa sĩ giám sát James Baxter và Mark Henn. Cô cũng gửi lời cảm ơn tới người bạn cùng đảm nhiệm vai chính với mình, Robby Benson, và những người hâm mộ.
Belle thể hiện ca khúc mở đầu trong phim Người đẹp và quái thú, "Belle". Được nhắc tới trong bài hát "I Want" của phim, "Belle" nhận được một đề cử giải Oscar cho Ca khúc trong phim hay nhất tại lễ trao giải Oscar lần thứ 64 năm 1992, nhưng cuối cùng để mất vào tay bài hát chủ đề của phim Người đẹp và quái thú. Cộng đồng LiveJournal Oh No They Didn't xếp "Belle" ở vị trí thứ hai mươi trong danh sách "25 bài hát của Disney hay nhất mọi thời đại".

### Phản hồi từ các nhà hoạt động nữ quyền
Trong nhiều năm, Công ty Walt Disney đã bị chỉ trích vì cách tái hiện các nhân vật nữ trong những tác phẩm phim của họ. Tuy nhiên, các nhà hoạt động vì nữ quyền trong ngành công nghiệp truyền thông và tin tức hầu hết đều có những ý kiến phản hồi tích cực về Belle. Cathy Schmidt của báo Daily Campus đã có một bài phân tích tích cực về nhân vật này, gọi nàng cùng với Ariel trong Nàng tiên cá là "sự khởi đầu cho những nàng công chúa Disney hiện đại hơn." Schmidt ca ngợi vai trò của Belle trong Người đẹp và quái thú, viết rằng, "Belle đã dạy cho chúng ta thấy rằng một người phụ nữ hiền dịu và ngọt ngào có thể biến một người đàn ông nóng tính và kém cư xử thành một trang quân tử như thế nào." Tương tự như vậy, Judith Welikala của báo The Independent cũng nêu lên những nét tương đồng giữa Belle và Ariel. Cô viết, "Giống như Ariel, Belle là một cô gái cá tính hơn nhiều so với các nàng công chúa của Disney trước đây. Sẵn sàng thể hiện quan điểm của mình và kiên quyết bảo vệ những chính kiến đó, nàng đã khuất phục được chàng trai Gaston cùng làng, kẻ luôn muốn biến nàng thành một chiến lợi phẩm của hắn." Welikala cũng tán dương Belle đã "nhìn thấu qua vẻ bề ngoài của Quái thú", nhưng lại chỉ trích vì nàng "đã tan chảy trở lại thành một người vợ bình thường khi chàng biến thành một hoàng tử đẹp trai." Tara Aquino của tạp chí Complex viết rằng Belle là "một kiểu nhà nữ quyền vậy... một người có học, tự lập, và có những tiêu chuẩn của riêng mình đủ cao để không dành trọn tình cảm cho một anh chàng đẹp trai mà thô lỗ ở thị trấn." Aquino tiếp tục, "Thay vào đó, nàng đã lao vào vòng tay của chàng trai trong hình dạng một con quái thú đang bị tổn thương, người đã thử thách nàng và cư xử tôn trọng với nàng." Sonia Saraiya của trang Nerve xếp Belle ở vị trí thứ sáu trên mười nàng công chúa Disney trong bái viết "Xếp hạng: Những nàng công chúa Disney từ thấp đến cao về mức độ bình đẳng với nam giới nhất" (Ranked: Disney Princesses From Least To Most Feminist). So sánh Belle với Ariel, Saraiya viết, "bạn có ấn tượng rằng những lời nói thô lỗ của Belle không phải do tính nổi loạn của tuổi thiếu niên, mà là sự sắc sảo trong nhận thức." Saraiya ca ngợi Belle đã dám chống lại "những mong đợi của dân làng về cuộc đời và tương lai sau này của nàng", cho rằng nàng là "nàng công chúa đầu tiên bày tỏ sự hoài nghi của mình về cuộc sống hôn nhân." Cô công nhận việc Belle hy sinh tự do của mình để cứu cha là một việc làm dũng cảm, nhưng cũng nói rằng đó "có vẻ không phải một bước đi vì nữ giới", chỉ trích nàng ở cuối phim đã rơi vào vòng tay "một chàng trai gia trưởng."
Các học giả và nhà báo học thuật nói chung đều có ý kiến từ trung bình đến tích cực về Belle. Trong bài viết "Người đẹp và những nàng Belle: Cuộc tranh luận về nữ giới và nữ quyền ở Disneyland" (tiếng Anh: Beauty and the Belles: Discourses of Feminism and Femininity in Disneyland) của mình, Allison Craven, làm việc cho European Journal of Women's Studies, ca ngợi Disney đã thay đổi câu chuyện cổ tích gốc để thể hiện nhân vật Belle một cách mạnh mẽ và bình đẳng hơn với nam giới. Craven viết, "Belle là một cô gái thực tế, khá khắt khe với con trai, và có một chút nữ quyền hơn." Ngược lại, June Cummins, viết cho tạp chí Children's Literature Association Quarterly, có một bài nhận xét tiêu cực về nhân vật, chỉ trích bộ phim đã "gieo vào những khán giả nhỏ niềm tin rằng hạnh phúc thực sự cho phụ nữ chỉ tồn tại trong tay những chàng hoàng tử". Trong một bài viết của mình, Lara Sumera của tờ Quarterly Review of Film and Video cũng đưa ra những nhận xét tương tự. Vanessa Matyas, viết cho tạp chí Graduate Major Research Papers and Multimedia Projects của Đại học McMaster, đánh giá về Belle một cách tương đối tích cực trong bài viết "Tale as Old as Time: A Textual Analysis of Race and Gender in Disney Princess Films". Cô nhắc đến trong Người đẹp và quái thú có "một bước ngoặt...khi người đàn ông không còn có toàn quyền với phụ nữ và quyền lực của hai người trong mối quan hệ trở nên...được chia sẻ hơn."